# 坂戸市立南小学校
坂戸市立南小学校（さかどしりつみなみしょうがっこう）は、埼玉県坂戸市千代田にある公立小学校。

## 沿革
- 1980年（昭和55年）
  - 4月 - 坂戸市立南小学校として開校。開校時点の児童数は537人。
  - 6月 - 開校記念式典挙行。
  - 7月 - プール建設完了。
  - 9月 - 校章制定。
- 1981年（昭和56年）2月 - 校章と校歌制定。
- 1989年（平成元年）6月 - 開校十周年記念式典挙行。
- 1992年（平成4年）9月 - 月1回週5日制スタート。
- 1993年（平成5年）7月 - 校庭改修工事完了。
- 1995年（平成7年）4月 - 完全週5日制スタート。
- 1999年（平成11年）12月 - 開校記念式典挙行。
- 2009年（平成21年）6月 - 開校三十周年記念式典挙行。
- 2011年（平成23年）
  - 3月 - 学童保育室設備工事完了。
  - 8月 - 校舎耐久補強工事完了。
- 2012年（平成24年）
  - 5月 - 校庭芝生化工事完了し、使用開始。
  - 6月 - プールフェンス、プールサイド等全面改修工事完了。
- 2013年（平成25年）2月 - 音楽室フローリング改修工事完了。
- 2014年（平成26年）
  - 2月 - 校庭ブランコ改修工事完了。
  - 3月 - 昇降口改修工事完了。
  - 6月 - 校舎大時計、チャイム等改修工事完了。
- 2015年（平成27年）1月 - 体育館通路改修工事完了。
- 2017年（平成29年）2月 - 校舎大時計改修工事完了
- 2019年（令和元年）10月 - 令和元年東日本台風（台風19号）により、避難所開設。
- 2020年（令和2年）9月 - トイレ改修工事完了。

### この節の出典
- 学校紹介（沿革・学校ホームページ内）

## 学区
- 千代田3丁目、千代田4丁目、千代田5丁目、関間3丁目、関間4丁目[1]
  - なお、学校がある千代田地区は、鶴ヶ島市との市境線に接しているため、鶴ヶ島市立栄小学校の学区である鶴ヶ島市富士見4丁目などは、栄小学校より本校の方が近い地域がある。

## 周辺
- 坂戸市立千代田保育園 - 公立小学校に進級する場合の進級前保育園
- 坂戸市立千代田中学校 - 公立中学校に進学する場合の主な進学先中学校
- 坂戸中央クリニック・坂戸中央健康管理センター
- 稲荷久保公園
- 千代田一区集会所
- 埼玉県道39号川越坂戸毛呂山線
- HARD・OFF坂戸店
- 坂戸市役所
- 坂戸市立千代田小学校

## アクセス
- 坂戸市民バス『さかっちワゴン』みよしの線「南小学校」バス停下車。
- 東武東上線若葉駅から、
  - 駅東口から、上述の『さかっちワゴン』で、「南小学校」バス停まで3分。
  - 駅東口から、徒歩で約1.2km・約18分。
  - 自転車駐輪場前（かなざわクリニック前）バス停から、上述の『さかっちワゴン』で、「南小学校」バス停まで2分。
- 坂戸市役所から、
  - 上述の『さかっちワゴン』で、「南小学校」バス停まで11分。
    - 『さかっちワゴン』は、本数が少ない事と、やや遠回りルートを採る為、時間帯によっては、徒歩移動が早い。

  - 徒歩で約755m・約12分。

## 出身有名人
- 菅野美穂（女優）